# Australische Cricket-Nationalmannschaft in Pakistan in der Saison 1979/80
Die Tour der australischen Cricket-Nationalmannschaft nach Pakistan in der Saison 1979/80 fand vom 27. Februar bis zum 23. März 1980 statt. Die internationale Cricket-Tour war Bestandteil der Internationalen Cricket-Saison 1979/80 und umfasste drei Tests. Pakistan gewann die Serie 1–0.

## Vorgeschichte
Pakistan spielte zuvor eine Tour in Indien, Australien eine Tour gegen die West Indies.
Das letzte Aufeinandertreffen der beiden Mannschaften bei einer Tour fand in der Saison 1978/79 in Australien statt.

## Stadien
Die folgenden Stadien wurden für die Tour als Austragungsort vorgesehen.
| Stadion          | Stadt      | Kapazität | Spiele  |
| ---------------- | ---------- | --------- | ------- |
| Iqbal Stadium    | Faisalabad | 18.000    | 2. Test |
| National Stadium | Karachi    | 34.228    | 1. Test |
| Gaddafi Stadium  | Lahore     | 60.000    | 3. Test |

## Kaderlisten
| Test | Test |
| Pakistan | Australien |
| --- | --- |
| - Javed Miandad (K) - Azhar Mahmood - Azmat Rana - Ehteshamuddin - Haroon Rasheed - Imran Khan - Iqbal Qasim - Majid Khan - Mudassar Nazar - Sarfraz Nawaz - Taslim Arif (wk) - Tauseef Ahmed - Wasim Raja - Zaheer Abbas | - Greg Chappell (K) - Graeme Beard - Allan Border - Ray Bright - Geoff Dymock - David Hookes - Kim Hughes - Bruce Laird - Dennis Lillee - Rod Marsh (wk) - Julien Wiener - Graham Yallop |

## Tour Matches
| 22. – 24. Februar Scorecard | Rawalpindi | Australians 223 (77.2) & 203-5d (58) | – | BCCP President’s XI 209-7d (77.3) & 81-9 (46) |
|                             |            | Remis                                |   |                                               |

| 13. – 15. März Scorecard | Multan | Australians 213 (64.1) & 302 (110.2) | – | Punjab Governor’s XI (Pakistan) 323 (92) & 88-1 (14) |
|                          |        | Remis                                |   |                                                      |

## Tests

### Erster Test in Karachi
| 27. Februar – 2. März Scorecard | Karachi | Australien 225 (95.2) & 140 (90) | – | Pakistan 292 (118.5) & 76-3 (25.1) |
|                                 |         | Pakistan gewinnt mit 7 Wickets   |   |                                    |

Australien gewann den Münzwurf und entschied sich als Schlagmannschaft zu beginnen.

### Zweiter Test in Faisalabad
| 6. – 11. März Scorecard | Faisalabad | Australien 617 (211) | – | Pakistan 382-2 (126) |
|                         |            | Remis                |   |                      |

Australien gewann den Münzwurf und entschied sich als Schlagmannschaft zu beginnen.

### Dritter Test in Lahore
| 18. – 23. März Scorecard | Lahore | Australien 407-7d (142) & 391-8 (116) | – | Pakistan 420-9d (140) |
|                          |        | Remis                                 |   |                       |

Australien gewann den Münzwurf und entschied sich als Schlagmannschaft zu beginnen.